# May Death Never Stop You
May Death Never Stop You (sottotitolato The Greatest Hits 2001-2013) è la prima raccolta postuma del gruppo musicale statunitense My Chemical Romance, pubblicata il 25 marzo 2014 dalla Reprise Records.
Il cofanetto contiene un CD con i brani più celebri della band, un brano inedito e tre demo provenienti dal loro primo EP, più un DVD contenente 12 video musicali, dei quali uno inedito.

## Tracce

### CD
1. Fake Your Death – 3:20
2. Honey, This Mirror Isn't Big Enough for the Two of Us – 3:53
3. Vampires Will Never Hurt You – 5:26
4. Helena – 3:25
5. You Know What They Do to Guys Like Us in Prison – 2:55
6. I'm Not Okay (I Promise) – 3:08
7. The Ghost of You – 3:57
8. Welcome to the Black Parade – 5:14
9. Cancer – 2:24
10. Mama – 4:39
11. Teenagers – 2:42
12. Famous Last Words (Alternate Version) – 4:18
13. Na Na Na (Na Na Na Na Na Na Na Na Na) (Radio Edit) – 3:26
14. Sing – 4:07
15. Planetary (Go!) – 4:07
16. The Kids from Yesterday (Alternate Version) – 4:10
17. Skylines and Turnstiles (Demo) – 3:30
18. Knives/Sorrow (Demo) – 2:14
19. Cubicles (Demo) – 3:59

### DVD
1. I'm Not Okay (I Promise) (Version 1)
2. I'm Not Okay (I Promise) (Version 2)
3. Helena
4. The Ghost of You
5. Welcome to the Black Parade
6. Famous Last Words
7. I Don't Love You
8. Teenagers
9. Blood
10. Na Na Na (Na Na Na Na Na Na Na Na Na)/Art Is the Weapon
11. Sing
12. Planetary (Go!)

## Classifiche
| Classifica (2014)          | Posizione massima |
| -------------------------- | ----------------- |
| Australia                  | 11                |
| Belgio (Fiandre)           | 147               |
| Germania                   | 66                |
| Irlanda                    | 13                |
| Italia                     | 67                |
| Nuova Zelanda              | 22                |
| Regno Unito                | 15                |
| Regno Unito (downloads)    | 32                |
| Regno Unito (rock & metal) | 1                 |
| Spagna                     | 61                |
| Stati Uniti                | 9                 |
| Stati Uniti (alternative)  | 2                 |
| Stati Uniti (rock)         | 2                 |